# Liste der Kulturdenkmale in Heuthen
Die Liste der Kulturdenkmale in Heuthen umfasst die als Ensembles, Einzeldenkmale und Bodendenkmale erfassten Kulturdenkmale in der thüringischen Gemeinde Heuthen und ihrer Ortsteile (Stand: 11. Februar 2025).
Die Angaben in der Liste ersetzen nicht die rechtsverbindliche Auskunft der zuständigen Denkmalschutzbehörde.

## Legende
- Bild: zeigt ein Bild des Kulturdenkmals und gegebenenfalls einen Link zu weiteren Fotos des Kulturdenkmals im Medienarchiv Wikimedia Commons
- Bezeichnung: Name, Bezeichnung oder die Art des Kulturdenkmals
- Lage: Wenn vorhanden Straßenname und Hausnummer des Kulturdenkmals; Grundsortierung der Liste erfolgt nach dieser Adresse. Der Link Karte führt zu verschiedenen Kartendarstellungen und nennt die Koordinaten des Kulturdenkmals.
 Kartenansicht, um Koordinaten zu setzen – in dieser Kartenansicht sind Kulturdenkmale ohne Koordinaten mit einem roten bzw. orangen Marker dargestellt und können in der Karte gesetzt werden. Kulturdenkmale ohne Bild sind mit einem blauen bzw. roten Marker gekennzeichnet, Kulturdenkmale mit Bild mit einem grünen bzw. orangen Marker.
- Datierung: gibt das Jahr der Fertigstellung beziehungsweise das Datum der Erstnennung oder den Zeitraum der Errichtung an
- Beschreibung: bauliche und geschichtliche Einzelheiten des Kulturdenkmals, vorzugsweise die Denkmaleigenschaften
- ID: Die ID identifiziert das Kulturdenkmal eindeutig. In Thüringen sind aktuell keine IDs veröffentlicht. In der ID-Spalte kann sich auch folgendes Icon  befinden, dies führt zu Angaben zu diesem Kulturdenkmal bei Wikidata.

## Einzeldenkmale
| Bild                                    | Bezeichnung                                                           | Lage                                                                     | Datierung | Beschreibung | ID |
| --------------------------------------- | --------------------------------------------------------------------- | ------------------------------------------------------------------------ | --------- | ------------ | -- |
| Direkt Bild zu diesem Denkmal hochladen | Bildstock                                                             | Alte Gasse o. Nr. Flur 15 / Flurstück(e) 118                             |           |              |    |
| Direkt Bild zu diesem Denkmal hochladen | Bildstock / Hl. Antonius von Padua                                    | Anger 27b am Pfarrhaus Flur 9 / Flurstück(e) 5/1                         |           |              |    |
| Direkt Bild zu diesem Denkmal hochladen | Bildstock                                                             | Binge o. Nr. gegenüber von Binge 70a Flur 16 / Flurstück(e) 99           |           |              |    |
| Direkt Bild zu diesem Denkmal hochladen | Bildstock                                                             | Binge o. Nr. Ortsausgang Wachstedt Flur 17 / Flurstück(e) 19             |           |              |    |
| Direkt Bild zu diesem Denkmal hochladen | Bildstock                                                             | Entengasse Flur 5 / Flurstück(e) 43                                      |           |              |    |
| Direkt Bild zu diesem Denkmal hochladen | Wohnhaus                                                              | Entengasse 24a Flur 10 / Flurstück(e) 3                                  |           |              |    |
| Direkt Bild zu diesem Denkmal hochladen | Bildstock                                                             | Flinsberger Straße o. Nr. auf dem Johannesberg Flur 16 / Flurstück(e) 16 |           |              |    |
| weitere Bilder Fotos hochladen          | Kirche mit Ausstattung und Kirchhof / Kath. Filialkirche St. Nikolaus | Kirchgasse o. Nr. Flur 7 / Flurstück(e) 42 (Karte)                       |           |              |    |
| Direkt Bild zu diesem Denkmal hochladen | Wohnhaus                                                              | Schafsgasse 52a Flur 9 / Flurstück(e) 28                                 |           |              |    |
| Direkt Bild zu diesem Denkmal hochladen | Bildstock                                                             | Stadtberg o. Nr. Flur 4 / Flurstück(e) 82/1, 82/2                        |           |              |    |
| Direkt Bild zu diesem Denkmal hochladen | Bildstock                                                             | Vor der Wiese o. Nr. Richtung Geisleden Flur 9 / Flurstück(e) 41         |           |              |    |

## Bodendenkmale
| Bild                                    | Bezeichnung                      | Lage | Datierung | Beschreibung | ID |
| --------------------------------------- | -------------------------------- | --- | --------- | ------------ | -- |
| Direkt Bild zu diesem Denkmal hochladen | Der Warteberg, Flinsberger Warte | Kreisförmige Wallanlagen und Landwehr (Lanfer) vom Forstort ‚Madeholz‘ zum ‚Eisenkopf‘ und zum Forstort ‚Höde‘. Flur 1 / Flurstück(e) 296/237 |           |              |    |
| Direkt Bild zu diesem Denkmal hochladen | Landwehr am Warteberg            | 2,2 km südwestlich von Heuthen, zwischen Ackerfluren Flur 1 / Flurstück(e) 260; 296/237; Flur 19 / Flurstück(e) 1                             |           |              |    |
| Direkt Bild zu diesem Denkmal hochladen | ‚Flinsberger Warte‘              | vom Forstort ‚Madeholz‘ zum ‚Eisenkopf‘ zum Forstort Flur 19 / Flurstück(e) 1                                                                 |           |              |    |